# Humphrey Phineas Davie
El teniente coronel Sir Humphrey Phineas Davie fue un oficial del Ejército Británico que sirvió a finales del siglo XVIII y comienzos del XIX.

## Biografía
Humphrey Phineas Davie nació el 12 de enero de 1775 en Creedy House, Sandford, Devon, Inglaterra. Era el hijo menor de Sir John Davie, 7.º barón Davie de Creedy y de Catherine Stokes, hija de John Stokes, esquire de Rill, Devon.
Estudió en Eton, Berkshire, Inglaterra.
Ingresó al Ejército Británico y obtuvo el rango de insignia en el regimiento 111.º. Pasó al 106.º con el grado de  teniente. Fue ascendido a mayor en 1795 y pasó al Regimiento N° 5 de Infantería, también conocido como Fusileros Reales de Northumberland el 6 de agosto de 1796. Participó en la expedición Walcheren (1799).
Fue ascendido a teniente coronel en 1805.
Durante la segunda invasión inglesa al Río de la Plata, el 5.º participó del desastroso ataque a la ciudad de Buenos Aires del 5 de julio de 1807 integrando la división al mando de William Lumley. El regimiento se dividió en dos columnas, una al mando del mayor King y la otra al mando directo de Humphrey Davie que marcharon por las calles Viamonte y Tucumán y pudieron llegar al río casi sin oposición, tomando varias casas grandes entre las calles 25 de Mayo y San Martín, destacándose la toma del Convento de las Catalinas, donde se hicieron fuertes.
Alrededor del mediodía al estar ya rodeado por los defensores de la ciudad quienes controlaban las azoteas vecinas, el 5.º abandonó su posición y se reunió con las fuerzas de Samuel Auchmuty, en el Retiro.
Auchmuty destacó al mayor King para que por San Martín se lanzara sobre la división de Francisco Javier Elío. Lumley envió en apoyo al mayor Burne por la calle Corrientes, con lo que Elío huyó abandonando sus dos cañones. Ante el éxito parcial Lumley ordenó a Davie que se adelantara y apoyara el ala izquierda del mayor King. Lumley mantuvo la posición pese a las intimaciones a rendirse y a recomendaciones de sus mandos de retirarse, pero a las 2 de la tarde, con la ciudad en creciente silencio e indicios de que los combates habían cesado, tras seis horas de combate, Lumley se replegó bajo fuego hacia el Retiro por la actual calle 25 de Mayo conduciendo a los restos del 5.º y del 86.º. A las tres de la tarde llegaron al Retiro, poniéndose a las órdenes de Auchmuty.
Tras la capitulación, Davie regresó a Inglaterra y en marzo de 1808 pasó a retiro. Fue Inspector de Impuestos y Aduanas en 1811.
El 18 de septiembre de 1824 a la muerte de su sobrino John se convirtió en el 10.º barón Davie.
En 1825 finalizó la construcción de la Escuela Nacional de Sandford, iniciada por su sobrino.
Ocupó el cargo de Alto Sheriff de Devon en 1829.
Murió el 12 de enero de 1846. Se dijo de él que "su munificencia estaba limitada solo por sus recursos y que luego de una carrera larga y útil pero sin ostentación, vivió más para los otros que para sí mismo: para los pobres de la parroquia de Sandford su pérdida será irreparable."
Sin haberse casado y sin descendencia, a su muerte, su título de barón se extinguió. Su única hermana sobreviviente, Frances Juliana, heredó sus bienes y su esposo, el coronel Henry Robert Ferguson adoptó el nombre y armas de Davie. Su hijo fue el mayor general Sir Henry Robert Ferguson Davie, miembro del parlamento por el distrito de Haddington (1847).